# Clusia globosa
Clusia globosa är en tvåhjärtbladig växtart som beskrevs av Bassett Maguire. Clusia globosa ingår i släktet Clusia och familjen Clusiaceae. Inga underarter finns listade i Catalogue of Life.